# 鄭羽廷
鄭羽廷（1991年3月24日—），藝名陽光廷廷，曾為前兄弟象啦啦隊象Young女孩隊長。現為台灣女藝人、台灣職業籃球大聯盟新北國王專屬啦啦隊Queens隊長。

## 生平
學生時代就展現了表演天分。當年因家裡開牛肉麵店，因而有「牛肉麵店花」之稱，她經常在店裡幫忙。但現今因工作緣故，所以只能抽空幫家裡的忙。
2013年加入兄弟象啦啦隊象Young女孩並擔任隊長，2021年加入P. LEAGUE+新軍新北國王專屬啦啦隊Queens並同時擔任隊長。

## 啦啦隊經歷

### 棒球之啦啦隊
| 年份 | 隊伍名稱    | 備註                 |
| ---- | ----------- | -------------------- |
| 2013 | 象Young女孩 | 中華職棒兄弟象啦啦隊 |

### 籃球之啦啦隊
| 年份   | 隊伍名稱 | 備註           |
| ------ | -------- | -------------- |
| 2021－ | Queens   | 新北國王啦啦隊 |

## 備註
1. ↑  店名為「大東北牛肉麵·水餃」；地址為新北市板橋區四維路115號
2. ↑  自身SNS提及店名及住址等資訊

## 外部連結
- 鄭羽廷的Instagram帳戶 （繁體中文）
- 鄭羽廷的Facebook專頁 （繁體中文）